# Ej silver, ej guld har förvärvat mig frälsning
Ej silver, ej guld har förvärvat mig frälsning är en sång från 1900 med text av James M Gray "Nor silver, nor gold hath obatained my redemption" med musik från 1900 av Daniel Brink Towner. Sången översattes 1908 till svenska av Anna Ölander. Versionen i Psalmer och sånger är ytterligare textbearbetad 1986 av Gunnar Melkstam.
Sången finns i Hemlandsklockan, en sångbok utgiven av P Benson 1907, där alla sånger är på svenska så den måste vara översatt innan 1908. Curt Axelsson

## Publicerad i
- Samlingstoner 1922 som nr 96 under rubriken "Frälsningssånger".
- Fridstoner 1926 som nr 53 under rubriken "Frälsnings- och helgelsesånger ".
- Segertoner 1930 som nr 207
- Förbundstoner 1957 som nr 87 under rubriken "Guds uppenbarelse i Kristus: Jesu person och verk".
- Segertoner 1960 som nr 207
- Frälsningsarméns sångbok 1968 som nr 272 under rubriken "Jubel och tacksägelse".
- Psalmer och Sånger 1987 som nr 601 under rubriken "Att leva av tro - Skuld - förlåtelse".[2]
- Lova Herren 1988 som nr 53 under rubriken "Frälsningen i Kristus".
- Frälsningsarméns sångbok 1990 som nr 538 under rubriken "Erfarenhet och vittnesbörd".
- Segertoner 1988 som nr 525 under rubriken "Att leva av tro - Skuld - förlåtelse -rening".[1]
- Lova Herren 2020 som nr 19 under rubriken "Guds Son, Jesus vår Frälsare".

Psalmens refräng Friköpt jag är, men ej med silver finns publicerad i
Frälsningsarméns sångbok 1929 som nr 140 i körsångsdelen under rubriken "Jubel, strid och erfarenhet" och i Sångboken 1998 som nr 164.